# Santa Maria del Ritiro al Gianicolo
Santa Maria del Ritiro al Gianicolo ou Igreja de Nossa Senhora do Retiro no Janículo é uma igreja de Roma, Itália, localizada no rione Trastevere, na via di San Francesco di Sales. É dedicada a Nossa Senhora e faz parte da paróquia de Santa Dorotea.

## História
Esta pequena igreja funciona como capela do generalato da Congregação do Imaculado Coração de Maria, uma congregação missionária fundada na Bélgica em 1862. A casa da ordem em Roma foi construída na década de 1930 como colégio missionário e ainda hoje aparece listada na Diocese de Roma.

## Aparência
Esta igreja fica no final da via di San Francesco di Sales, depois dos portões que impedem a passagem a seguir. Após um longo e estreito pátio, com um gramado à direita e um muro à esquerda, encontra-se um portão, depois do qual a igreja aparece à direita. É o edifício branco e creme em forma de "U", com pilastras rasas e estreitas janelas nas paredes.